# Bombardeo de Schaffhausen
El bombardeo de Schaffhausen tuvo lugar el 1 de abril de 1944, por parte de la aviación de los Estados Unidos, a pesar de ser Suiza neutral desde 1815, hecho por el cual el gobierno suizo exigió una indemnización. A pesar de ser pagados los daños, este bombardeo no fue el único que tendría lugar en territorio suizo.

## Antecedentes
Desde 1815 las potencias europeas aceptan y reconocen la neutralidad de Suiza. A partir de la Segunda Guerra Mundial, adquire una política de neutralidad armada, por lo que a cualquier avión que invada Suiza, se le prenderían bengalas verdes y al empezar a ser escoltado con cazas suizos se le ordenaría aterrizar en un aeropuerto cercano, a los grupos y formaciones de aviones se les derribaría. A raíz de esta política, fueron muchos los aviones que fueron obligados a aterrizar o que fueron derribados.

### Neutralidad suiza
Al comienzo de la Segunda Guerra Mundial, Suiza se declara país neutral al conflicto, tomando una neutralidad armada. Si Italia o Alemania invadían suelo helvético, éstos destruirían túneles, puentes y empresas útiles para el invasor, y se retirarían a las montañas, donde responderían por medio de búnkeres. Con el transcurso de la guerra, Suiza se ve totalmente rodeada por Alemania e Italia y por territorios invadidos como Francia, éstos nunca llegarían a invadir Suiza, también, preferían mantener neutral a Suiza por la cantidad de oro alemán e italiano en los bancos suizos, Alemania necesitaba una vía de comunicación a través de los Alpes con Italia.

## Bombardeo
A partir de 1943, hubo bombardeos menores en territorio suizo, sin embargo, el 1 de abril de 1944, a las 10:50 de la mañana, 30 bombarderos de la aviación estadounidense dejaron caer sobre la ciudad de Schaffhausen bombas incendiarias y bombas esparcidoras, la localidad de Neuhausen am Rheinfall también fue duramente bombardeada, el saldo fue de cerca de 40 muertos, y gran cantidad de casas dañadas y destruidas.

## Causas y consecuencias
Los estadounidenses alegaron que se debió a un error de vuelo, luego se dijo que fue por mal tiempo, etc., sin embargo el gobierno suizo no dejó de protestar y exigir un reconocimiento del ataque, y una indemnización al responsable. En general, a finales de 1944 se demostró que ciertamente el ataque fue estadounidense, y los EE. UU. transfirieron cerca de 4 millones de dólares para reparación e indemnización de los daños.
Sin embargo, este ataque no fue el único sobre suelo suizo, por ejemplo, Thayngen y Stein am Rhein fueron también bombardeados, y, el 4 de mayo de 1945 las ciudades de Basilea y de Zúrich también fueron bombardeadas por EE. UU.
- Datos: Q2880659